# Самооборона (Эстония)
«Самооборо́на», О́макайтсе (эст. Omakaitse) — эстонская военизированная организация.
Изначально создана в 1917 году, однако наибольшую известность получила в годы Второй мировой войны, когда действовала на стороне нацистской Германии. Члены «Омакайтсе» занимались уничтожением евреев, сторонников советской власти (коммунистов), несли караульную и конвойную службу (в том числе в концлагерях), проводили облавы на партизан и окружённых советских военнослужащих. Численность членов организации, формировавшейся на добровольной основе, в 1943 году превысила 40 тысяч человек.

## Формирование

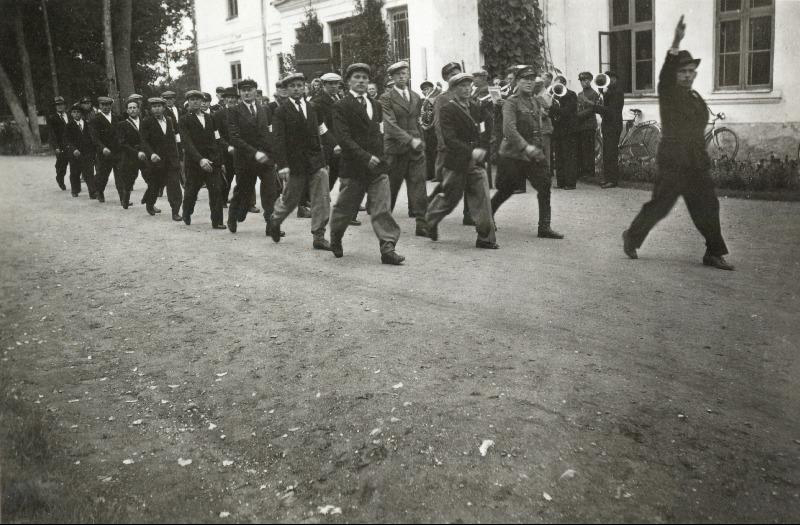
«Омакайтсе», 1941 год

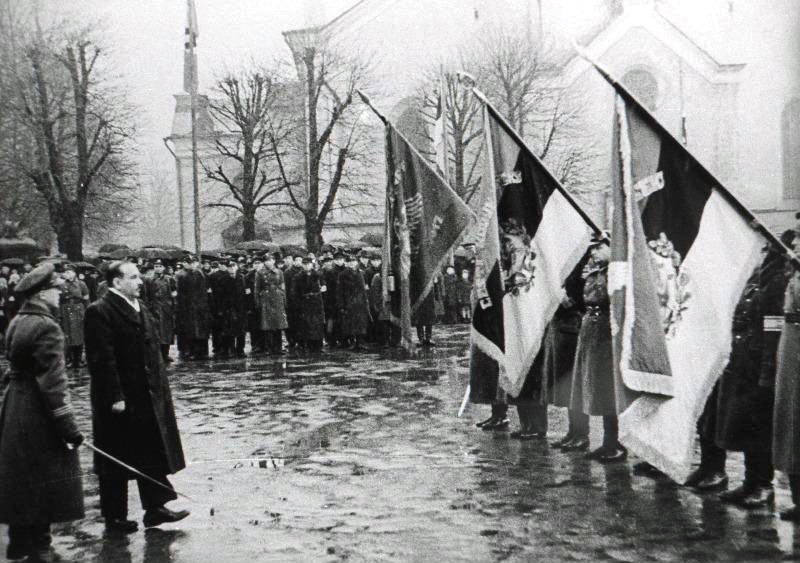
Парад «Омакайтсе» на площади Свободы, Таллин, 1944 год

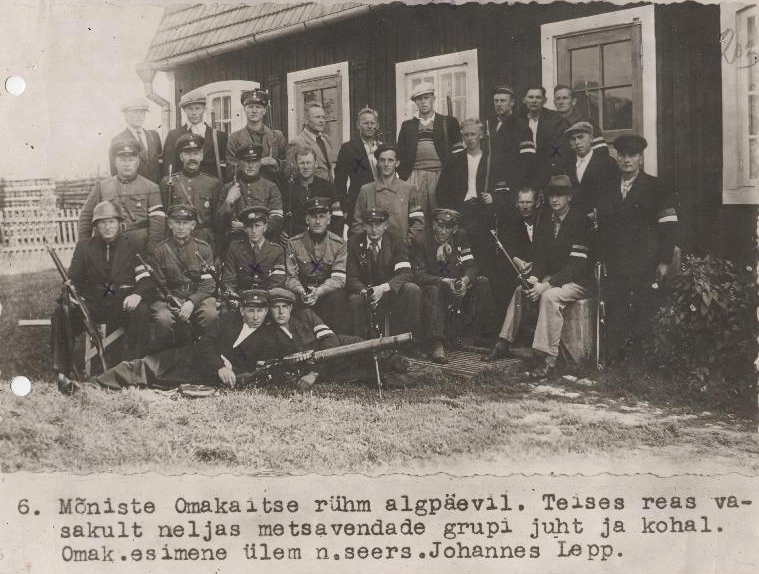
Отряд «Омакайтсе» Йоханнеса Леппа, Мынисте, 1 августа 1941 год

Изначально была создана в 1917 году после Октябрьской революции. Накануне оккупации Эстонии Германской империей отряды «Омакайтсе» захватили крупные города страны, позволив Комитету спасения Эстонии провозгласить независимость Эстонии. В то время девизом организации были слова «Взаимная защита и взаимопомощь» (эст. Vastastikune kaitse ja vastastikune abiandmine). Однако во время немецкой оккупации она была признана вне закона. Только после ухода из Эстонии немецкой армии в конце 1918 года отряды «Омакайтсе» вышли из подполья и стали основой для создания «Кайтселийта».
Вновь формирование «Омакайтсе» началось в июле 1941 года. Летом 1941 года в 13 уездных дружинах состояло более 20 тысяч вооружённых участников организации, к концу года в «Омакайтсе» добровольно вступило 43 757 человек. В июле 1941 года добровольно вступил в «Омакайтсе» Айн-Эрвин Мере, который 8 декабря 1941 года был назначен на должность начальника политической полиции Эстонии и участвовал в создании лагеря смерти «Ягала».
При отступлении советских войск Омакайтсе взял власть во многих местах Южной Эстонии. 10 июля в волости Отепяэ Омакайтсе контролировал город Отепяэ, также была освобождена Южная Тартумаа. После Тартуского парада 29 июля 1941 года немцы приказали отдать трофейное оружие, южно-эстонские отряды самообороны были расформированы. Вместо самообороны немцы планировали создать вспомогательные полицейские подразделения.
Ещё до 6 июля члены Омакайтсе на юге Эстонии (Вырумаа, Валгамаа, Тартумаа, Вильяндимаа и Пярнумаа) начали арестовывать коммунистов, членов органов советской власти, советских активистов и деятелей, организовавших репрессии против населения в годы советской власти в 1940 −1941 гг, иногда расстреливая их по своим (полевым) судам. По мере продолжения наступления немецких войск в Северную Эстонию, Отряды самообороны были подчинены 207-й охранной дивизии, которая занималась тыловой охраной немецкого вермахта .
Костяком организации стали 12 рот, названные по именам городов, где они были созданы и несли службу: «Ревель», «Харриен», «Йервен», «Вирланд», «Нарва», «Тарту», «Выру», «Валга», «Петсери», «Пылтсамаа», «Вильянди» и «Эзель». Также в каждой сельской общине имелись свои отряды «Омакайтсе», численность которых в волости равнялась роте, а в уезде — батальону.
В состав «Омакайтсе» вошли бывшие «лесные братья», бывшие военнослужащие эстонской армии, эстонская молодёжь. Её члены образовывали батальоны (в уездах и городах), роты (в волостях) и взводы. Городскую или уездную организацию возглавлял уездный начальник, который одновременно подчинялся командующему «Омакайтсе» и немецкому комиссару. Личный состав имел лёгкое стрелковое вооружение, носил униформу эстонской армии и белую нарукавную повязку «На службе немецкой армии». При взводах имелись пулеметы. Оружие члены «Омакайтсе» постоянно имели при себе и периодически собирались на сборы в волостные и уездные центры. Первоначально организация находилась в подчинении начальника полиции порядка. Координацию действий «Омакайтсе» осуществлял командир айнзатцкомманды 1А штурмбанфюрер СС М. Зандбергер, позднее осуждённый в США как военный преступник.
При организации имелась женская секция «Найскодукайтсе» («Женская защита дома») численностью до 20 тысяч человек, которая занималась хозяйственными работами, организацией питания на военных сборах, уходом за ранеными. Кроме того, члены женских дружин могли действовать в качестве воздушных наблюдателей гражданской обороны.
В 1941 году командующий 18-й армией генерал-полковник Кюхлер из отдельных отрядов «Омакайтсе» сформировал 6 эстонских охранных отрядов (181—186) на добровольной основе с заключением контракта на 1 год. Впоследствии они были реорганизованы в три восточных батальона (645, 659 и 660-й) и одну восточную роту (657-я). С 1 октября 1942 года «Омакайтсе» перешла в подчинение главнокомандующему тыла войсковой группы «Норд» генералу пехоты Францу фон Роксу. При этом отряды, находившиеся на казарменном положении, остались в подчинении начальника полиции порядка, а позднее были выведены из состава «Омакайтсе» и преобразованы в охранные батальоны.
По данным Эстонского штаба партизанского движения, в 1943 году численность участников «Омакайтсе» превысила 90 тысяч человек. По другим данным, на начало февраля 1944 года в организации состояло от 38 до 40 тысяч человек, а к августу 1944 года — свыше 73 000 человек. Численность 30-40 тысяч подтверждает также итоговый отчет Международной комиссии историков при президенте Эстонии.
В январе 1944 года из членов «Омакайтсе» началось создание полка «Ревель», в который вошли 4 батальона организации (уроженцы областей Вильянди и Пярну). В октябре 1944 года на основе отрядов «Омакайтсе» вместе с участниками 13 эстонских полицейских батальонов была вновь сформирована ранее разгромленная 20-я эстонская дивизия СС в составе трёх гренадерских полков СС «Эстланд». 13 января 1945 года дивизия была окружена частями Красной Армии в районе немецкого города Виттенберг, где во время боев был убит командир дивизии Ф. Аугсбергер, которого заменил подполковник Альфонс Ребане.

## Обвинения в военных преступлениях
Помимо массовых убийств мирных жителей формирования «Омакайтсе» активно проводили карательные акции, занимались охраной тюрем, концлагерей, коммуникаций и важных объектов, осуществляли розыск и задержание партизан, конвоирование угоняемых на работу в Германию людей.
Летом-осенью 1941 года после занятия немецкими войсками Тарту в противотанковом рву под городом (в населённом пункте Лемматси) участники «Омакайтсе» убили более 12 тысяч мирных жителей и советских военнопленных. К 1 ноября 1941 года «Омакайтсе» провела 5033 облавы, было арестовано 41 135 человек, из которых 7357 человек были казнены на месте «из-за оказанного сопротивления».
В 1942 году «Омакайтсе» провела 1981 облаву, в результате было задержано 54 парашютиста, 33 партизана, 876 бежавших русских военнопленных и 328 «подозрительных лиц». В 1944 году после объявления мобилизации эстонцев «Омакайтсе» проводила поиск дезертиров.
Начальник абвергруппы-326 лейтенант Вернер Редлих высоко оценивал деятельность организации: «В работе мы опирались на существовавшие во всех уездах Эстонии вооруженные отряды „Омакайтсе“. Офицеры разведки при штабах полков „Омакайтсе“ имели своих доверенных и особо благонадежных лиц, через которых они получали необходимые сведения. Все эстонские офицеры, проводившие эту работу, регулярно присылали в наше распоряжение доклады».
Как писал журнал «Российская Федерация сегодня», «Члены профашистской организации „Омакайтсе“ <…> начали кровавые расправы над сторонниками советской власти ещё до прихода гитлеровцев. Основной удар пришелся не по коммунистам и евреям, как обычно утверждалось, а по новоземельцам — деревенской бедноте, получившей наделы из национализированной у помещиков и богатых хуторян земли. Хозяева изуверски спросили за каждый отнятый у них гектар».

## Уголовное преследование в СССР
В связи с военными поражениями Германии и продвижением частей Красной армии, с 1944 года члены «Омакайтсе» начали подвергаться задержаниям и арестам.

В своих показаниях задержанные коллаборационисты рассказывали об участии членов «Омакайтсе» в военных преступлениях. Так, Видрик Паргмэ, работавший надзирателем тюрьмы города Выру с 15 июля 1941 года по август 1944 года, показал, что расстрелами занимались участники «Омакайтсе»:
…приезжали они обычно на машинах в ночное время в количестве до 30 чел., выводили заключенных и на машинах увозили их за город, где и расстреливали. По сколько человек за один раз они расстреливали, сказать точно не могу, но мне известно, что был случай, когда за один раз было расстреляно 40 человек. Расстрел осужденных — заключенных производился в лесу Редо, это по шоссе 5 км за город Выру и в стороне от шоссе на 0,5 км на правую сторону.

Один из эстонских военнослужащих 33-го батальона «Кайтсе», рассказывая о своих сослуживцах, отмечал, что они «арестовывали советских людей, расстреливали их и обращались с ними не по-человечески». В частности, о командире отделения в 33 батальоне Йоханнесе Ныммике сообщалось: 
… когда в Тарту пришли первые немецкие части, пришел и он в Тарту и вступил в «Омакайтсе»… Ещё он говорил о том, когда он был в концлагере на службе, как они обращались с задержанными, отбирали у них лучшие вещи и деньги, а кто пробовал противиться, тот получал прикладом… Он, как человек, находящийся в это время на службе в концлагере (как он сам говорил), имел ещё группу людей, в которую входили Ребане, Мооритс, Оси, Аннманн, Лехапау Калью и Веси, их обязанностью было снимать одежду с людей, уводимых на расстрел, завязывать им руки за спиной и сопровождать машину, выставлять вокруг посты и расстреливать. Кроме того, говорил он ещё, как они насиловали перед уводом на расстрел молодых женщин из еврейской нации, кто же сопротивлялся и не замечал побоев, этих другие держали за ноги и руки.
 По словам младшего офицера Рихарда Ярвамаа, Ныммик был «героем того времени, который никогда не имел ни жалости, ни пощады к арестованным»: «Был один такой случай в концлагере, когда во время увода на расстрел одна девочка бросилась на землю и не хотела идти добровольно в автомашину, тогда Ныммик вывернул у неё пальцы из суставов, и девочка, крича, пошла к машине, где у неё связали руки за спиной».
О фельдфебеле Тойво Валгеристе задержанный говорил, что тот был «в 3 роте старшиной взвода, где всё время вспоминал о днях, проведенных в „Омакайтсе“ и о тех моментах, когда люди погибали от его выстрелов. Как он сам говорил, он чувствовал самое большое удовольствие, когда он мог кого-нибудь убить. Ещё говорил он, как я слышал от других, как однажды он вёл на расстрел еврея, у которого руки были связаны за спиной, и на нём была верёвка, за которую он вёл его как собаку. Так он вёл его на окраину города и там застрелил…». Бывший руководитель «Омакайтсе» в городе Каллисте Рихард Тятте в конце июля 1941 года с группой «Омакайтсе» задержал председателя Калликстского горсовета М. Феклистова, которого подвергли пыткам: «Ему рвали нос железными крючками, простреливали плечо, а на второй день, полуживого, закопали в землю…».
Всего в 1944—1945 годах в Эстонии органами НКВД — НКГБ было арестовано около 10 тысяч человек (среди которых были не только члены «Омакайтсе»). Как полагает историк А. Дюков, из их числа около 7,5 тысяч человек были осуждены и попали в лагеря и колонии ГУЛАГа, около 100—200 человек были расстреляны.

## Отношение в современной Эстонии
В эстонском издании 2004 года «Обзор периода оккупации» (редактор: доктор исторических наук Энн Тарвель), посвящённом нахождению Эстонии в составе СССР, в главе «Сопротивление» полностью отсутствуют какие-либо упоминания об участии «Омакайтсе» в массовых убийствах и карательных акциях. В издании, составители которого выражают признательность министерству обороны Эстонии, о деятельности членов «Омакайтсе» сказано, что они «выполняли задания, касающиеся безопасности на местах».
Согласно выводам Международной комиссии по расследованию преступлений против человечности, учреждённой в 1998 году Президентом Эстонии Леннартом Мери, несмотря на многочисленность организации, непосредственно в преступлениях участвовали относительно немногие члены Омакайтсе (от 1000 до 1200 человек), а также, что в первые два месяца после нацистского вторжения члены организации убивали в основном предполагаемых коммунистов. Указано, что «подразделения „Омакайтсе“ также участвовали в облавах на евреев (и, возможно, в их расстрелах)». Также отмечено, что «Зондеркоманда 1А вместе с „Омакайтсе“ и эстонской полицией так тщательно истребляла эстонских евреев, что не было образовано гетто».